# Isaac Babbitt
Isaac Babbitt (ur. 26 lipca 1799 w Taunton, zm. 26 maja 1862 w Somerville) – amerykański złotnik, wynalazca, twórca bazującego na cynie stopu używanego w łożyskach.

## Życiorys
Isaac Babbitt urodził się w 1799 roku. Z wykształcenia był złotnikiem, jako pierwszy produkował w USA stop britannia (1824), dzięki czemu konkurował z importerami przedmiotów wytwarzanych z tego wyjątkowo wówczas popularnego stopu. Dziesięć lat później przeniósł się do Bostonu jako superintendent w South Boston Iron Company, a w 1839 roku opracował stop nazwany później babbitem. Za ten wynalazek Kongres USA przyznał mu nagrodę w postaci 20.000 dolarów. W następnych lata prowadził zakład produkujący babbit i mydło.